# Kiriłł Kaczalin
Kiriłł Iwanowicz Kaczalin (ros. Кирилл Иванович Качалин, ur. 13 lutego 1904 we wsi Strielnikowo-Kartawcewo w guberni orłowskiej, zm. 18 stycznia 1979) – radziecki polityk, działacz partyjny.

## Życiorys
Od 1928 należał do WKP(b), w 1929 został zastępcą dyrektora fabryki im. Frunzego w Moskwie, od 1932 do 1934 był zastępcą dyrektora fabryki w mieście Likino w obwodzie moskiewskim, potem dyrektorem trustu w obwodzie moskiewskim. Od 1935 do maja 1938 studiował w Iwanowskiej Akademii Przemysłowej (nie ukończył), potem został etatowym funkcjonariuszem partyjnym, w 1938 był III sekretarzem Iwanowskiego Komitetu Obwodowego WKP(b), a od listopada 1938 do stycznia 1939 organizatorem odpowiedzialnym Wydziału Kierowniczych Organów Partyjnych KC WKP(b). Od 31 stycznia 1939 do 8 lipca 1944 był I sekretarzem Komitetu Obwodowego WKP(b) w Irkucku, jednocześnie od 31 marca 1939 do 21 lutego 1947 zastępcą członka KC WKP(b), a 1944-1946 I sekretarzem jednego z rejonowych komitetów WKP(b) w Krasnodarze. Później był zastępcą sekretarza Tomskiego Komitetu Obwodowego WKP(b).